# بريندا كاستيلو
بريندا كاستيلو (5 يونيو 1992 في جمهورية الدومينيكان - ) هي لاعبة كرة طائرة جمهورية الدومينيكان في مركز ليبرو ‏. شاركت في بطولة العالم لكرة الطائرة للسيدات 2014 وبطولة العالم لكرة الطائرة للسيدات 2010 والألعاب الأولمبية الصيفية 2012. وشاركت مع منتخب جمهورية الدومينيكان الوطني لكرة الطائرة للسيدات. أما مع النوادي، فقد لعبت مع Lokomotiv Baku ‏ وTelekom Baku ‏ وMirador Volleyball ‏ وCriollas de Caguas ‏.

## وصلات خارجية
- بريندا كاستيلو على موقع الاتحاد الدولي beach volleyball database (الإنجليزية)
- بريندا كاستيلو على موقع الاتحاد الأوروبي (الإنجليزية)
- بريندا كاستيلو على موقع عالم الكرة الطائرة (الإنجليزية)
- بريندا كاستيلو على موقع دوري الدرجة الأولى الإيطالي للكرة الطائرة - سيدات (الإيطالية)
- بريندا كاستيلو على موقع اللجنة الأولمبية الدولية (الإنجليزية)
- بريندا كاستيلو على موقع أوليمبيديا (الإنجليزية)